# Eleições estaduais em Mato Grosso em 1958
As eleições estaduais em Mato Grosso em 1958 ocorreram em 3 de outubro como parte das eleições gerais no Distrito Federal, 20 estados e nos territórios federais do Acre, Amapá, Rondônia e Roraima. Como o mandato do governador João Ponce de Arruda era de cinco anos, houve eleições para senador, sete deputados federais e trinta estaduais.
Formado em Medicina pela Universidade Federal do Rio de Janeiro, o senador Fernando Correia da Costa nasceu em Cuiabá e foi professor de instituições anteriores à Universidade Federal de Mato Grosso do Sul, além de possuir investimentos agropecuários. Membro da UDN, foi eleito prefeito de Campo Grande em 1947 e governador de Mato Grosso para cinco anos de mandato em 1950 voltando à política como representante do estado no Senado Federal em 1958. A vitória de Fernando Correia da Costa confirmou a predileção do eleitorado por senadores da UDN, pois desde a redemocratização do país em 1945, quatro dos cinco representantes eleitos por Mato Grosso

## Resultado da eleição para senador
Os números a seguir têm por fonte os arquivos do Tribunal Superior Eleitoral que informa a apuração de 134.779 votos nominais (87,60%), 14.593 votos em branco (9,49%) e 4.479 votos nulos (2,91%) resultando no comparecimento de 153.851 eleitores.
| Candidatos a senador da República   | Candidatos a suplente de senador | Número | Coligação                                    | Votação | Percentual |
| ----------------------------------- | -------------------------------- | ------ | -------------------------------------------- | ------- | ---------- |
| Fernando Correia da Costa UDN       | Ver abaixo -                     | -      | UDN (sem coligação)                          | 73.801  | 54,76%     |
| Manoel Bonifácio Nunes da Cunha PSD | Ver abaixo -                     | -      | Coligação da Redenção Democrática (PSD, PTB) | 60.978  | 45,24%     |
| Fontes:                             |                                  |        |                                              |         |            |

## Resultado da eleição para suplente de senador
Foram apurados 120.910 votos nominais.
| Candidatos a senador da República | Candidatos a suplente de senador | Número | Coligação                                    | Votação | Percentual |
| --------------------------------- | -------------------------------- | ------ | -------------------------------------------- | ------- | ---------- |
| Ver acima -                       | Paulino Lopes da Costa UDN       | -      | UDN (sem coligação)                          | 65.412  | 54,10%     |
| Ver acima -                       | Carlindo Hugueney PSD            | -      | Coligação da Redenção Democrática (PSD, PTB) | 55.498  | 45,90%     |
| Fontes:                           |                                  |        |                                              |         |            |

## Deputados federais eleitos
São relacionados os candidatos eleitos com informações complementares da Câmara dos Deputados.

Representação eleita
  PSD: 3
  UDN: 3
  PTB: 1

Fonteː
| Deputados federais eleitos | Partido | Votação | Percentual | Cidade onde nasceu | Unidade federativa |
| Wilson Fadul               | PTB     | 18.403  | 12,16%     | Valença            | Rio de Janeiro     |
| Filadelfo Garcia           | PSD     | 12.335  | 8,15%      | Coxim              | Mato Grosso do Sul |
| Saldanha Derzi             | UDN     | 11.588  | 7,66%      | Ponta Porã         | Mato Grosso do Sul |
| Fernando Ribeiro           | UDN     | 10.579  | 6,99%      | Aquidauana         | Mato Grosso do Sul |
| Rachid Mamed               | PSD     | 9.584   | 6,33%      | Cuiabá             | Mato Grosso        |
| Mendes Gonçalves           | PSD     | 9.262   | 6,12%      | Rio de Janeiro     | Rio de Janeiro     |
| Ítrio Correia da Costa     | UDN     | 8.590   | 5,68%      | Cuiabá             | Mato Grosso        |
| Fontes:                    |         |         |            |                    |                    |

## Deputados estaduais eleitos
Estavam em jogo 30 cadeiras na Assembleia Legislativa de Mato Grosso e elas foram assim distribuídas: treze para a UDN, onze para o PSD, quatro para o PTB e duas para o PSP.

Representação eleita
  UDN: 13
  PSD: 11
  PTB: 4
  PSP: 2

Fonteː
| Deputados federais eleitos   | Partido | Votação | Percentual | Cidade onde nasceu          | Unidade federativa |
| Augusto Mário Vieira         | UDN     | 4.618   |            | Cuiabá                      | Mato Grosso        |
| Edson Garcia                 | UDN     | 3.893   |            | Cáceres                     | Mato Grosso        |
| Sebastião Nunes da Cunha     | PSD     | 3.582   |            | Porto Esperidião            | Mato Grosso        |
| Edil Ferraz                  | PSD     | 3.357   |            | Paranaíba                   | Mato Grosso do Sul |
| Ranulfo Leal                 | PSD     | 3.221   |            | Três Lagoas                 | Mato Grosso do Sul |
| João Frauchi                 | PSD     | 3.141   |            | Nobres                      | Mato Grosso        |
| Fauze Scaff Gattas           | PSD     | 3.072   |            | Corumbá                     | Mato Grosso do Sul |
| Mario Antonio Van Den Bosch  | PSD     | 3.049   |            | Campinápolis                | Mato Grosso        |
| Clóvis Hugueney              | PSD     | 3.011   |            | Cuiabá                      | Mato Grosso        |
| Licinio Monteiro da Silva    | PSD     | 2.921   |            | Nossa Senhora do Livramento | Mato Grosso        |
| Edward Reis Costa            | UDN     | 2.767   |            | Lucas do Rio Verde          | Mato Grosso        |
| Oliva Enciso                 | UDN     | 2.712   |            | Corumbá                     | Mato Grosso do Sul |
| Manoel José de Arruda        | UDN     | 2.622   |            | Guarantã do Norte           | Mato Grosso        |
| Cristino Cortes              | UDN     | 2.620   |            | Barra do Garças             | Mato Grosso        |
| Pedro Luiz de Sousa          | PTB     | 2.561   |            | Matupá                      | Mato Grosso        |
| Wilson Dias de Pinho         | PSD     | 2.526   |            | Dourados                    | Mato Grosso do Sul |
| Salvador Roucisvalle Filho   | PSD     | 2.515   |            | Rosário Oeste               | Mato Grosso        |
| Ermírio Leal Garcia          | UDN     | 2.481   |            | Paranaíba                   | Mato Grosso do Sul |
| Vicente Vuolo                | PSD     | 2.456   |            | Cuiabá                      | Mato Grosso        |
| Hélio Correa da Costa        | UDN     | 2.376   |            | São Gonçalo                 | Rio de Janeiro     |
| Wilson Loureiro de Oliveira  | UDN     | 2.353   |            | Nova Xavantina              | Mato Grosso        |
| Alexandrino Marques          | UDN     | 2.348   |            | Guiratinga                  | Mato Grosso        |
| Manoel de Oliveira Lima      | UDN     | 2.309   |            | Sorriso                     | Mato Grosso        |
| Ubaldo Monteiro da Silva     | UDN     | 2.301   |            | Várzea Grande               | Mato Grosso        |
| Antônio Morais               | UDN     | 2.263   |            | Prata                       | Minas Gerais       |
| Edimir Moreira Rodrigues     | PSP     | 2.242   |            | Ladário                     | Mato Grosso do Sul |
| Francisco de Barros Por Deus | PTB     | 2.132   |            | Poxoréu                     | Mato Grosso        |
| Alarico Reis d’Ávila         | PTB     | 2.076   |            | Nova Bandeirantes           | Mato Grosso        |
| Lourival Fontes              | PTB     | 1.851   |            | Juruena                     | Mato Grosso        |
| Waldir dos Santos Pereira    | PSP     | 1.464   |            | Dourados                    | Mato Grosso do Sul |
| Fontes:                      |         |         |            |                             |                    |